# 維爾施塔爾湖
48°34′1″N 12°35′6″E / 48.56694°N 12.58500°E

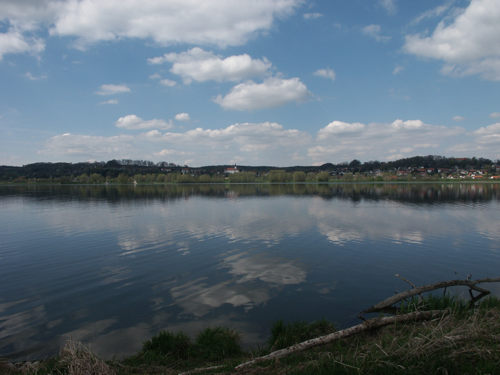

維爾施塔爾湖（德語：Vilstalsee），是德國的水庫，位於該國東南部，由巴伐利亞州負責管轄，處於馬克爾科芬，長1.6公里、寬0.6公里，海拔高度403米，水體容量960萬立方米。